# 定村忠士
定村 忠士（さだむら ただし、1932年1月2日 - 2001年10月30日）は、日本の編集者、評論家、劇作家。
日本フェノロサ学会、日本浮世絵協会会員。 

## 来歴・人物
福岡県北九州小倉出身。旧制五高卒業。1954年、東京大学文学部仏文科卒業。のちに日本読書新聞・日本エディタースクールで同僚となる吉田公彦（旧名：谷川公彦。谷川雁ら谷川兄弟の末弟）とは、五高・東大とおしての同級生。
日本読書新聞に入社し編集者に。1958年の週刊読書人創刊による分裂時にも編集部に残り、編集長の巌浩の片腕として活躍。1962年からは編集長もつとめた。
1965年には谷川雁らが創設したラボ教育センターに入社。のちの、ラボ教育センターの分裂時には、谷川と行動をともにし、1981年「十代の会」の発起人の一人として同会創立に参加。
また、日本エディタースクール出版部編集委員、同スクール講師をつとめた。
並行して劇作家としても活動。劇団「ぶどうの会」の文芸スタッフを務め、また、劇団民芸などに戯曲を提供した。
評論家としての著作には、伝説の蝦夷の王悪路王についての著や、ライフワークとして研究した浮世絵師写楽についての著などがある。

## 著書
- いま、北斎が甦る 浮世絵版画が摺りあがるまで  河出映像センター 1987.5
- 写楽が現れた 推理ドキュメント 二見書房 1989.6
- 中川一政生涯展図録（編）TBSビジョン、1992
- 悪路王伝説 日本エディタースクール出版部, 1992.6  ISBN 4-88888-807-8
- ロシアのこころ・イコン展 毎日新聞社, 1993.1
- イコン ビザンティン世界からロシア、日本へ 鐸木道剛共著 毎日新聞社, 1993.2
- 写楽よみがえる素顔 読売新聞社, 1995.1

## 翻訳書
- TANUKI(作・英語：C・W・ニコル、日本語：定村忠士、音楽：林光、絵：梶山俊夫、ラボ教育センター、1970年）
- ゴロヒゲ平左衛門・ノミの仇討ち（The Unusual Revenge of GOROHIGE HEIZAEMON、作・英語：C.W.ニコル、日本語：定村忠士、音楽：田中正史／斎藤恒夫、絵：井上洋介、ラボ教育センター、1971年）
- 写楽 ユリウス・クルト著 蒲生潤二郎共訳 アダチ版画研究所, 1994.12

## 戯曲
- マグダラの女
- 悪路王と田村麻呂
- グラバーの息子 倉場富三郎の生涯

ほか 